# Testacella bracciai
Testacella bracciai Nardi & Bodon, 2011 è un mollusco gasteropode polmonato terrestre della famiglia Testacellidae, endemico della val Brembana (Lombardia).

## Descrizione
È un gasteropode limaciforme, munito di una conchiglia esterna dorsale assai ridotta, del diametro di 2–3 mm, auriculiforme. Il corpo, lungo 14–25 mm in estensione, è di colore biancastro con un'area anteriore giallo limone, ed è percorso dorsalmente da due evidenti solchi longitudinali paralleli.
La radula è di tipo beloglosso, formata da circa 45-50 file di denti, ciascuna priva del dente centrale e composta da 18-19 denti laterali per parte, unicuspidati, falciformi, con apice ad arpione. I denti marginali sono ridotti o addirittura rudimentali.

## Biologia
Questo mollusco ha abitudini sotterranee e vive in terreni ricchi di sostanza organica.
È un carnivoro predatore, che si nutre di altri molluschi terrestri e lombrichi, che caccia attivamente nel suolo.

## Distribuzione e habitat
L'areale di questa specie è ristretto alla bassa Val Brembana (Val Brembilla e Val Serina), in provincia di Bergamo.

## Conservazione
La Lista rossa IUCN classifica Testacella bracciai come specie prossima alla minaccia di estinzione (Near Threatened).